# Ontelaunee
Ontelaunee  è una township degli Stati Uniti d'America, nella contea di Berks nello Stato della Pennsylvania. Secondo il censimento del 2000 la popolazione è di 1.217 abitanti.

## Società

### Evoluzione demografica
La composizione etnica vede una maggioranza di quella bianca (96,22%), seguita da quella asiatica (0,49%) dati del 2000.
| township di Ontelaunee Popolazione |       |
| 2000                               | 1.217 |
| Stima al 2009                      | 1.586 |